# Eva Háková
Eva Háková, née Burešová le 8 juillet 1969 à Karlovy Vary, est une biathlète tchèque, championne du monde de relais en 1993. 

## Carrière
Elle commence sa carrière sous les couleurs tchécoslovaques, remportant deux médailles de bronze aux Championnats du monde en relais en 1989 et dans la course par équipes en 1992. En 1993, peu de temps après la dissolution de la Tchécoslovaquie, elle remporte le titre mondial du relais avec la Tchéquie nouvellement indépendante.
Elle a aussi participé à trois éditions des Jeux olympiques entre 1994 et 2002, obtenant son meilleur résultat en relais en 1998 (sixième), tandis que sur le plan individuel elle a pour meilleur résultat une neuvième place sur le sprint en 1994. 
En Coupe du monde, elle est montée sur deux podiums dans deux individuels en 1992-1993. Elle obtient une deuxième victoire en 1997 dans un relais disputé à Kontiolahti.

## Palmarès

### Jeux olympiques d'hiver
| Nat.     | Épreuve / Édition      | Individuel | Sprint | Poursuite                        | Relais |
| -------- | ---------------------- | ---------- | ------ | -------------------------------- | ------ |
| Tchéquie | JO 1994 Lillehammer    | 35e        | 9e     | Épreuve inexistante à cette date | 7e     |
| Tchéquie | JO 1998 Nagano         | 53e        | 26e    | Épreuve inexistante à cette date | 6e     |
| Tchéquie | JO 2002 Salt Lake City | 35e        | 34e    | 25e                              | 8e     |

Légende :
- : épreuve inexistante lors de cette édition.

### Championnats du monde
| Nat.            | Mondiaux \ Épreuve       | individuel     | Sprint         | Poursuite                        | Départ en masse                  | Relais                    | Course par équipes               |
| Tchécoslovaquie | 1989 Feistritz           | —              | —              | Épreuve inexistante à cette date | Épreuve inexistante à cette date | Médaille de bronze, monde | —                                |
| Tchécoslovaquie | 1992 Novossibirsk        | JO Albertville | JO Albertville | Épreuve inexistante à cette date | Épreuve inexistante à cette date | JO Albertville            | Médaille de bronze, monde        |
| Tchéquie        | 1993 Borovets            | 6e             | 48e            | Épreuve inexistante à cette date | Épreuve inexistante à cette date | Médaille d'or, monde      | 12e                              |
| Tchéquie        | 1995 Antholz Anterselva  | 23e            | 9e             | Épreuve inexistante à cette date | Épreuve inexistante à cette date | 12e                       | 4e                               |
| Tchéquie        | 1996 Ruhpolding          | 47e            | 16e            | Épreuve inexistante à cette date | Épreuve inexistante à cette date | 7e                        | 7e                               |
| Tchéquie        | 1998 Pokljuka Hochfilzen | JO Nagano      | JO Nagano      | 27e                              | Épreuve inexistante à cette date | JO Nagano                 | 9e                               |
| Tchéquie        | 1999 Kontiolahti Oslo    | 19e            | 42e            | —                                | —                                | 11e                       | Épreuve inexistante à cette date |
| Tchéquie        | 2000 Oslo                | 28e            | 48e            | 46e                              | —                                | 10e                       | Épreuve inexistante à cette date |

Légende :

 : première place, médaille d'or

 : deuxième place, médaille d'argent

 : troisième place, médaille de bronze

 : épreuve inexistante à cette date

— : pas de participation à cette épreuve

### Coupe du monde
- Meilleur classement général : 11e en 1993.
- 2 podiums individuels : 1 deuxième place et 1 troisième place.
- 3 podiums en relais : 2 victoires et 1 troisième place.

#### Classement
| Année | Classement général final |
| 1992  | 30e                      |
| 1993  | 11e                      |
| 1994  | 21e                      |
| 1995  | 22e                      |
| 1996  | 21e                      |
| 1997  | 18e                      |
| 1998  | 27e                      |
| 1999  | 18e                      |
| 2000  | 42e                      |
| 2002  | 78e                      |

### Championnats d'Europe
- Médaille d'or du sprint en 1996.
- Médaille d'argent du relais en 2000.